# Luís V de França
Luís V (c. 967 – 21 de maio de 987), também conhecido como Louis o Indolente (em francês:  Louis le Fainéant), foi o Rei da Frância Ocidental de 986 até sua morte prematura, em 987. Era filho de Lotário de França e Ema da Itália. Morreu sem filhos e foi o último rei francês da dinastia carolíngia.

## Vida
Luís nasceu em 967. Desde pequeno foi educado rigorosamente. Aprendeu: francês, inglês, alemão, aritmética, noções médicas e a arte de combate. Na sua juventude, recitava poemas alemães e ingleses para toda a Corte real. Mostrava-se um rapaz inteligente e estudioso, porém impulsivo.
Em 982, aos quinze anos, por imposição de seu pai, casou-se em Brioude com Adelaide Branca de Anjou, filha de Fulque II de Anjou, quase vinte anos mais velha e já viúva duas vezes. No dia do casamento, foram coroados rei e rainha da Aquitânia. O casamento não produziu filhos e terminou em divórcio cerca de dois anos depois.

## Reinado
Após a morte de seu pai em 2 de março de 986, o já coroado Luís V tornou-se o rei indiscutível dos francos. Naquela época, no entanto, existiam na corte franca duas facções: uma liderada pelo arcebispo Adalberão de Reims e a rainha Ema, que, sendo fortemente influenciada por sua mãe, a imperatriz Adelaide, queria a renovação das relações amistosas com a dinastia otoniana; a outra facção queria continuar a política de Lotário e, aproveitando a minoria do imperador Otão III, queria uma política de expansão para o leste e a recuperação da Lotaríngia. Além disso, o jovem monarca herdou uma batalha entre a linha de reis eleitos de seu pai (que havia sido interrompida duas vezes pelos robertianos e uma vez pelos bosonidas), e a casa otoniana do imperador Otão I. Como defensor de Roma, Otão I tinha o poder de nomear o clero no território carolíngio, e o clero que ele havia nomeado não estava apoiando os carolíngios.

As terras governadas carolíngias (em amarelo) formavam uma pequena parte da Frância Ocidental no século X

Inicialmente, a rainha Emma dominou a situação, mas no verão de 986 houve uma reversão: o partido antiotoniano prevaleceu, após o que ela foi forçada a deixar a corte e buscar refúgio com Hugo Capeto. Este acontecimento também colocou Adalberão em uma situação: tendo sido elevado por Otão I ao poderoso Arcebispado de Reims, ele foi forçado a deixar sua sede episcopal e se refugiou em uma de suas fortalezas no rio Mosa, que pertencia à esfera otoniana. A fuga do arcebispo foi percebida por Luís V como traição; voltou-se violentamente contra Adalberão e ameaçou-o com um cerco a Reims. A questão foi finalmente resolvida em um tribunal de julgamento em Compienha. Antes deste encontro, no entanto, Luís V mudou de ideia e buscou uma reconciliação com Adalberão, e assim, na primavera de 987, ele planejou um encontro de paz com a imperatriz Teofânia, que agiu em nome de seu filho Otão III. Antes que todos esses eventos emaranhados fossem resolvidos, Luís V morreu em 22 de maio de 987 de uma queda enquanto caçava na Floresta de Halatte perto da cidade de Senlis, Oise. Ele foi enterrado na Abadia de Saint-Corneille em Compiègne.
Luís V não deixou herdeiros legítimos, então seu tio Carlos, Duque da Baixa Lorena, foi nomeado como sucessor hereditário do trono. Mas o clero, incluindo Adalberão e Gerberto (que mais tarde se tornou o Papa Silvestre II), argumentou eloquentemente pela eleição de Hugo Capeto, que não era apenas de sangue real, mas tinha provado a si mesmo através de suas ações e seu poderio militar. Hugo foi eleito para o trono franco e Adalberão o coroou, tudo dentro de dois meses após a morte de Luís V. Assim, o domínio da dinastia carolíngia terminou e a era capetiana começou.

## Morte
No ano de 987, Luís V morreu de causas incertas: talvez acidentalmente, talvez envenenado por sua própria mãe. Ele não deixou herdeiros. Foi o último rei de França da dinastia carolíngia. Foi sucedido por Hugo Capeto, iniciador da dinastia capetiana.